# A Ética Protestante e o Espírito do Capitalismo
A ética protestante e o "espírito" do capitalismo (no original em alemão Die protestantische Ethik und der 'Geist' des Kapitalismus) é uma obra produzida por Max Weber (1864-1920), considerado um dos fundadores do pensamento sociológico. Trata-se do seu livro mais lido e mais conhecido. Nele ele investiga a relação existente entre certa forma de conduta econômica e suas raízes religiosas. O livro foi traduzido pela primeira vez para o inglês por Talcott Parsons em 1930, texto que foi a base da tradução brasileira de 1967 (feita por M. Irene Szrecsámy e Tamás Smerecsányi). Uma segunda tradução, baseada diretamente no alemão, só foi publicada no Brasil em 2004 (realizada por José Marcos Mariani de Macedo).

## Histórico
Normalmente considerado um livro, o texto possui, na verdade, uma história complexa e fragmentada. Sua primeira parte, intitulada "O problema",  foi publicada como artigo em novembro de 1904 no Archiv für Sozialwissenschften für Sozialpolitik (Arquivo para as ciências sociais e para a política social). Logo após Weber deslocou-se para o Congresso de St. Louis nos  Estados Unidos. A viagem durou 11 meses e marcou profundamente a visão do autor sobre o papel da religião na vida econômica.  No retorno da viagem ele retomou seus trabalhos e a segunda parte do estudo, intitulada "A ideia de profissão do protestantismo ascético",  foi publicada em junho de 1905. O escrito em questão é composto, portanto, de dois artigos independentes que somente mais tarde foram unificados pelo autor. Também em 1906, logo depois de retornar de sua viagem ao continente americano, Weber escreveu o texto "Igrejas e Seitas na América do Norte" que foi posteriormente modificado e intitulado "As seitas protestantes e o espírito do capitalismo" (1920).
Já em sua época o estudo de Weber desencadeou uma intensa polêmica científica e foi criticado por Karl Fischer e Friedrich Rachfahl. Weber reagiu asperamente a estas críticas e publicou várias réplicas a estes ataques. Estes comentários foram reunidos em uma única publicação intitulada "Anticríticas" e que contém os seguintes textos:
- Observações críticas sobre as observações críticas precedentes.
- Observações sobre a "réplica" do Senhor K. Fischer
- Novamente Calvinismo e capitalismo
- Anticrítica conclusiva

Max Weber voltou ao seu estudo em 1920 com a intenção de inseri-lo em um conjunto maior de estudos intitulados "Ensaios Reunidos da Sociologia da Religião" que, além do protestantismo, tratava de diversas outras religiões (Confucionismo, Taoísmo, Hinduísmo, Budismo Antigo e Judaísmo Antigo). Com esse propósito ele escreveu uma "Observação Preliminar" (Vorbemerkung) ao escrito para explicar de que forma eles se integravam e combinavam. Na primeira tradução inglesa do livro, feita por Talcott Parsons, em 1930, esta introdução foi incorporada ao texto, dando-nos a falsa impressão de que ela pertence ao corpo de A ética protestante e o espírito do capitalismo, o que não procede. A introdução foi escrita para explicar os objetivos dos seus Ensaios e não para a Ética Protestante propriamente falando. Nessa segunda fase, Weber não deixou o texto inalterado, pois acrescentou (sem retirar nada) diversos trechos novos, tanto no corpo do texto quanto em suas inúmeras notas de rodapé.

## Sinopse
A obra é composta por cinco capítulos, distribuídos em duas partes (que correspondem aos dois artigos já citados).
- O capítulo inicial discute a relação entre "Filiação religiosa e estratificação social" na Alemanha. Partindo de diversos estudos estatísticos de seu país, Weber verificou uma relação entre crença religiosa e tipo de atividade econômica. Ele constatou que proprietários do capital, empresários e mão de obra qualificada, eram, em regra, de origem protestante. No campo da educação, por sua vez, católicos tinham inclinação para uma educação humanística, enquanto os protestantes preferiam uma educação de tipo técnico. Qual a razão para essa tendência para o racionalismo econômico por parte dos protestantes?
- Visando explicar a razão desse fenômeno, no capítulo seguinte, Weber apresenta sua definição de "espírito do capitalismo".  Aqui que ele definiu seu objeto de pesquisa, considerado por ele uma "individualidade histórica". Evitando dar definições abstratas, escolheu, como exemplo dessa forma de comportamento, as máximas de Benjamin Franklin: tempo é dinheiro, crédito é dinheiro, dinheiro é fértil por natureza, o bom pagador sempre terá crédito, as mínimas ações afetam o crédito etc. Nessas regras, ele viu a manifestação de certo espírito moral ou ethos: a ideia da profissão como dever e da necessidade de se dedicar ao trabalho produtivo como fim em si mesmo. Essa forma de encarar diferenciava-se, claramente, do tradicionalismo econômico, pois aqui o indivíduo apenas se dedicava ao trabalho enquanto algo necessário, mas não como um valor intrínseco, um fim em si mesmo. O tradicionalismo foi o grande inimigo do espírito do capitalismo. Ao final do capítulo, Weber distinguiu, claramente, entre a "forma" e o "espírito" do capitalismo, afirmando que trataria apenas do primeiro desses elementos. Ele também negou qualquer tipo de ligação necessária (ou não histórica) entre a forma do capitalismo e seu espírito.
- Isso o leva às raízes religiosas dessa forma de ação e à análise do "Conceito de vocação em Lutero". Analisando a tradução que Lutero fez da Bíblia e do termo "profissão" ou "vocação" (em alemão Beruf), ele diz estar aí presente uma ideia nova: a de uma missão dada por Deus. Lutero teve um papel fundamental na origem do espírito do capitalismo ao levar a ascese dos monges para a prática cotidiana. Dessa forma, conferiu um valor religioso ao trabalho. O senso de dever e de disciplina que o monge pratica fora do mundo (ascese extramundana) passou a ser exigida de todo e qualquer leigo cristão dentro do mundo (ascese intramundana). Mas, em Lutero, o tipo de profissão exercido pelo indivíduo ainda era concebido de forma tradicionalista. Não era objetivo de Lutero dar sustentação ideológica ao capitalismo nascente, pois a influência de suas teses foi concebida por Weber como uma consequência não premeditada por ele. Não obstante, Weber quis averiguar qual a "afinidade eletiva" entre a moral protestante e a conduta capitalista.
- Na segunda parte do livro "Os fundamentos religiosos da ascese intramundana", ele analisa os principais ramos do protestantismo posterior a Lutero também chamado de "Protestantismo ascético" ou "Puritanismo". De um lado estão as seitas que aceitam a tese da predestinação (segundo a doutrina de João Calvino, Deus escolhe quem será salvo, independentemente dos méritos e do conhecimento dos indivíduos), como é o caso do Calvinismo e do Pietismo. Um segundo portador importante do Puritanismo são os grupos anabatistas que apregoam a necessidade de separar puros e impuros e, por isso, rebatizar todos os cristãos adultos. Em ambos os casos, o indivíduo tinha que provar sua qualificação religiosa com base no trabalho árduo, sério, honesto e disciplinado.
- As consequências econômico-sociais de todo esse processo são analisadas no último capítulo chamado de "Ascese e capitalismo". Nesse capítulo, Weber demonstrou como essas crenças religiosas modificaram a visão religiosa que se tinha da riqueza. Ela nunca poderia ser um fim em si mesma, mas agora era considerada como uma comprovação da honestidade e da idoneidade religiosa do indivíduo. Nunca a riqueza tinha sido vista de forma tão positiva. A partir dessa crença, a dedicação ao esporte, às artes e as outras atividades era considerada uma falha com a principal obrigação da vida: trabalhar. A religião protestante contribuiu assim para formar o moderno homem de negócios e mesmo o trabalhador dos tempos atuais: "ela fez a cama para o homem econômico moderno" (p.158). O espírito profissional dos tempos modernos tem sua raiz na moral religiosa puritana. Em outros termos, apesar de atualmente estar apagada, a motivação religiosa está por detrás do impulso aquisitivo que está na base da conduta capitalista.

## Desdobramentos
O livro "A ética protestante e o espírito do  capitalismo" possui múltiplas dimensões, destacando-se sua leitura teológica, histórica, sociológica e filosófica.
- Do ponto de vista histórico, Weber não foi o primeiro a sugerir uma ligação entre ideias protestantes e práticas econômicas. Muitos observadores como William Petty, Montesquieu, Henry Thomas Buckle, John Keats e outros tinham já comentado a afinidade entre o protestantismo e o desenvolvimento do espírito comercial. Esta conexão também tinha sido sugerida em sua época por autores como Werner Sombart, Eberhard Gotheim e Georg Jellinek (1851-1911). O que Weber fez foi aprimorar ainda mais esta linha de argumentação. Há uma longa lista de autores que negam a hipótese apresentada por Weber e não veem nenhuma ligação histórica entre protestantismo e capitalismo ou que afirmam existir também influências de outras correntes religiosas (em especial do catolicismo) no surgimento do capitalismo e seu espírito.
- O livro também foi abertamente criticado pelo marxismo que via em Weber um defensor do idealismo, pois ele estaria negando a determinação em última instância dos fatores econômicos. Apesar dessa objeção algumas linhas do marxismo destacam as afinidades entre as críticas de Weber ao  capitalismo (como uma "jaula de ferro") e a tese do fetichismo da mercadoria de Karl Marx (caso de pensadores como Georg Lukács, Jürgen Habermas e Michael Lowy).
- Um dos primeiros a destacar a sociologia contida no texto de Weber foi James Samuel Coleman que mostrou como o estudo de Weber move-se entre o nível da macrossociologia (estrutura social ou sociedade) e o nível da microssociologia (agente social ou indivíduo). Isso significa que Weber mostra como uma determinada concepção cultural compartilhada por um grupo social explica sua forma de ação (influência do macro sobre o micro ou da estrutura sobre o agente social) e, como, a partir destas formas de ação (nível microssociológico ou forma de ação) emergem novas estruturas coletivas, ou seja, o espírito do capitalismo (influência do micro sobre o macro ou da ação social sobre a estrutura social). Nesse livro já estão contidas as premissas do método sociológico weberiano posteriormente batizado de individualismo metodológico (pois confere centralidade à ação social na explicação dos fenômenos sociais). Weber começa sua explicação no nível da estrutura, passa pelo nível da ação social e volta ao domínio da estrutura, perfazendo o seguinte circuito: macro > micro > micro > macro.
- Na segunda versão da obra (revisada em 1920), Weber inseriu no texto a expressão "desencantamento do mundo".[4] Dessa forma ele queria mostrar que o protestantismo também tinha contribuído para eliminar a magia como meio de salvação .  Diferente do catolicismo e do luteranismo que valorizavam os sacramentos, o puritanismo da seitas valorizava apenas o trabalho ascético e a disciplina moral como formas de assegurar a certeza interior da salvação. Dessa forma elas tinham esvaziado completamente o papel da magia sacramental. O que importava era comprovar, do ponto de vista prático, a fé religiosa. Isso levou a uma forma prática de conduta chamada de racionalismo da dominação do mundo.[5] Com esta leitura Weber desenvolve uma ampla leitura do processo de racionalização ocidental e moderno.[6]
- No campo da filosofia a obra de Max Weber ensejou uma polêmica discussão sobre o caráter da secularização. Para Karl Löwith e mesmo Carl Schmitt a secularização (declínio da religião) implicava na transferência de conteúdos religiosos no domínio secular. Muitas das filosofias da história da época moderna (positivismo, evolucionismo, marxismo, etc.) eram concebidas por Löwith como transfigurações da lógica histórica do cristianismo pois reproduziam o esquema pecado original, história da salvação e redenção final (teleologia). Para Schmitt, por sua vez, a filosofia política é uma secularização da teologia. Ambas as leituras apontam os elementos de continuidade entre modernidade e religião e questionam a visão iluminista que o mundo moderno tem de si mesmo (superação da religião através da razão). A tese foi contestada por Hans Blumenberg que insistiu na descontinuidade entre cristianismo e mundo moderno e interpretou a secularização como uma ruptura ou como uma passagem do contexto religioso para um contexto desprovido de fundamentos transcendentes. Blumenberg defendeu a legitimidade dos tempos modernos.
- Na sociologia da religião o tema da secularização é compreendido como o enfraquecimento da religião na vida moderna. Embora ela não desapareça ela é praticada por um número cada vez menor de pessoas e, na prática, perdeu sua capacidade de influenciar a vida das pessoas e os rumos da sociedade e da cultura. Um dos frutos da secularização é a laicidade ou separação entre Estado e Religião. Quanto mais modernas tornam-se as sociedades, menos espaço a religião na cultura, na sociedade e na consciência individual. O livro escrito por Weber ilustra como este processo ocorreu na esfera econômica, pois apesar de seu ponto de partida religioso, a conduta econômica atual não possui mais bases religiosas.

Por conta de suas múltiplas influências, a obra é considerada por muitos intelectuais contemporâneos como o livro do século. Em 1998 a International Sociological Association listou esta obra como o quarto livro sobre sociologia mais importante do século XX.